# Cliff Palace
El Cliff Palace (Palacio del Acantilado en español) es el mayor poblamiento en acantilado de América del Norte. Esta estructura, construida por los desaparecidos anasazi, se encuentra en el parque nacional Mesa Verde, en su antigua tierra natal, declarado Patrimonio de la Humanidad por la Unesco en 1978. Estas viviendas en el acantilado y el parque nacional están en el extremo suroeste de Colorado, en el suroeste de Estados Unidos.

## Historia
Tres anillos de crecimiento indicaron que la construcción y remodelación del Cliff Palace fue continua desde c. 1190 d. C. hasta c. 1260 d. C., aunque la mayoría de secciones del conjunto estuvieron terminadas en un lapso de veinte años. El Cliff Palace fue abandonado sobre 1300, y aunque el debate sobre las causas persiste, hay quienes creen que una serie de grandes sequías que interrumpieron los sistemas de producción de alimentos fueron la causa principal.

## Descripción

### Cliff Palace

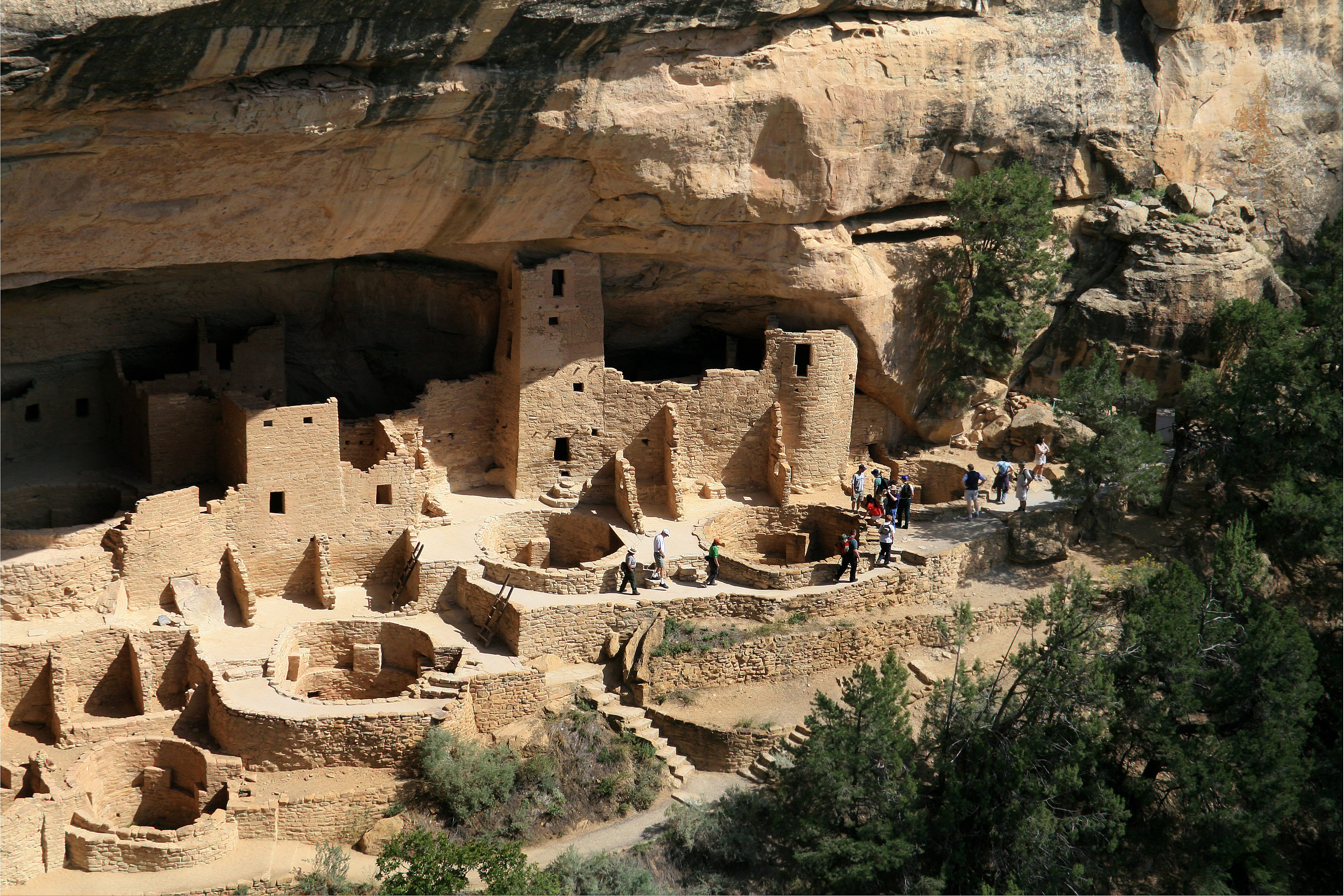
Cliff Palace en 2006.

El Cliff Palace fue construido principalmente con arenisca, mortero y vigas de madera. Piedras más duras fueron la herramienta utilizada para moldear la arenisca y se usó un mortero de tierra, agua y ceniza para mantenerlo todo unido, al que se le añadieron piedras desmenuzadas para rellenar huecos y proporcionar estabilidad. Gran parte de los muros fueron decorados con enlucidos de tonos terrosos que estuvieron entre lo primero en ser erosionado por el tiempo. Muchos visitantes se preguntan por el relativamente pequeño tamaño de las puertas del Cliff Palace. La explicación dada es que en aquel momento el hombre medio medía menos de 1,70 m. mientras que las mujeres medían cerca de 1.55 m. 
El Cliff Palace contiene 23 kivas (habitaciones redondas hundidas por debajo del nivel del suelo con importancia ceremonial) más 150 habitáculos y tenía una población de aproximadamente 100 personas. Una de estas kivas, en el centro de las ruinas, está en un punto donde la estructura entera está dividida por una serie de muros sin puertas u otros portales de acceso. Las paredes de esta kiva fueron enlucidas con un color en un lado y otro diferente en el lado contrario. Las estimaciones dan 100 personas como población más probable del Cliff Palace durante el tiempo que estuvo habitado y se piensa, además, que fue un centro administrativo y social con abundantes usos ceremoniales. Los arqueólogos creen que el Cliff Palace albergaba más clanes que las demás comunidades de los alrededores en Mesa Verde.

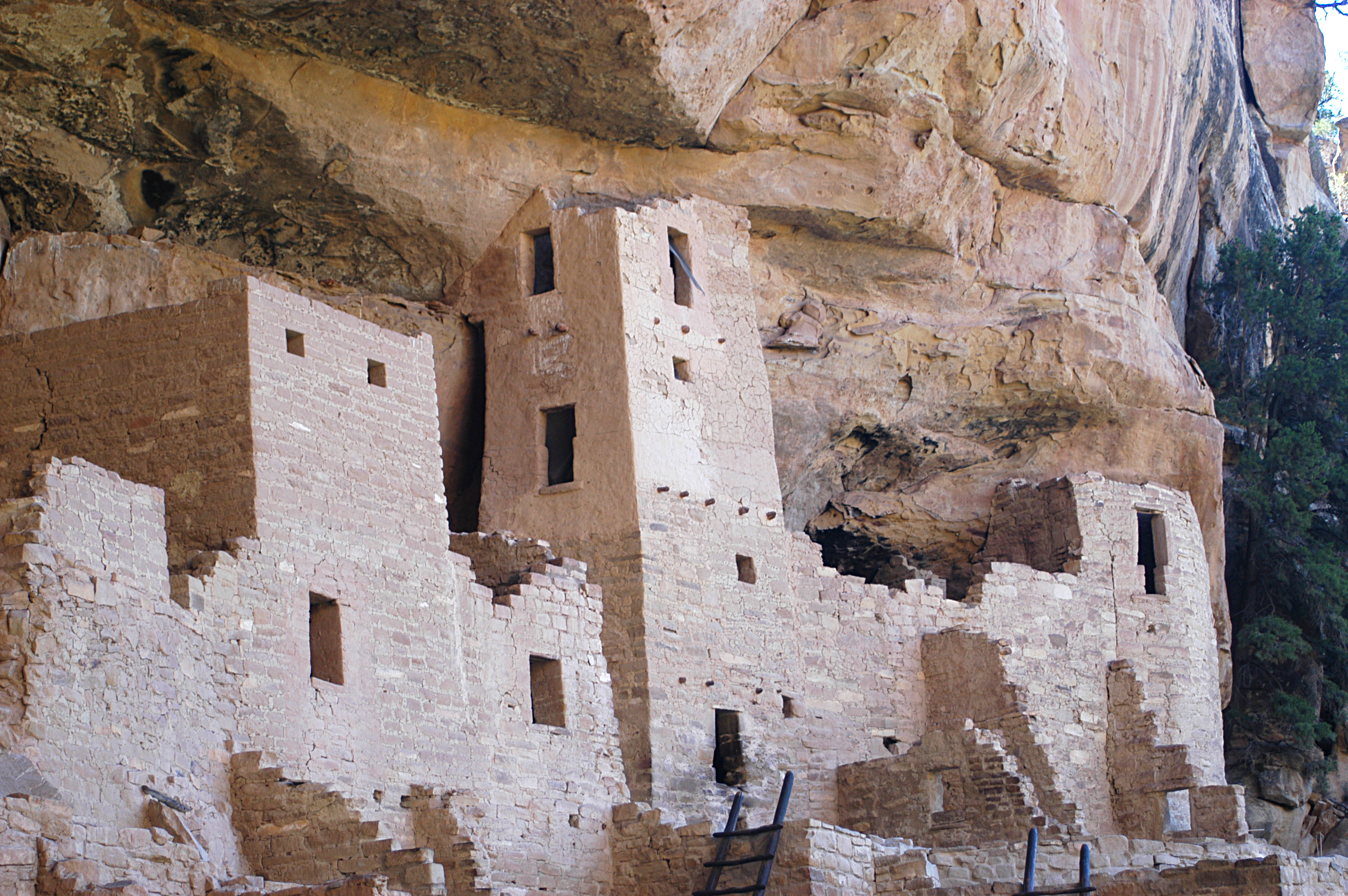
Viviendas en Cliff Palace.
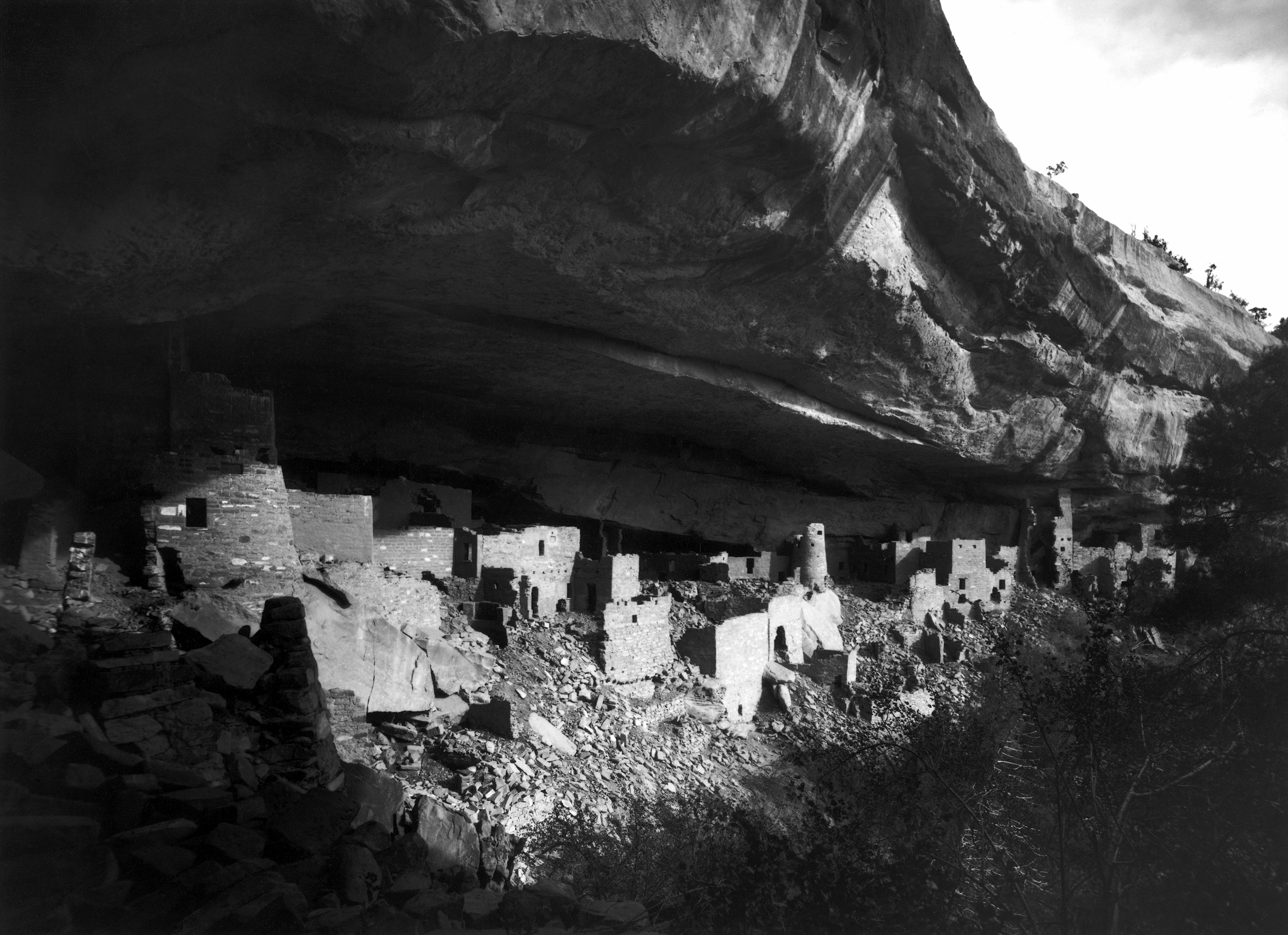
Cliff Palace en 1891.
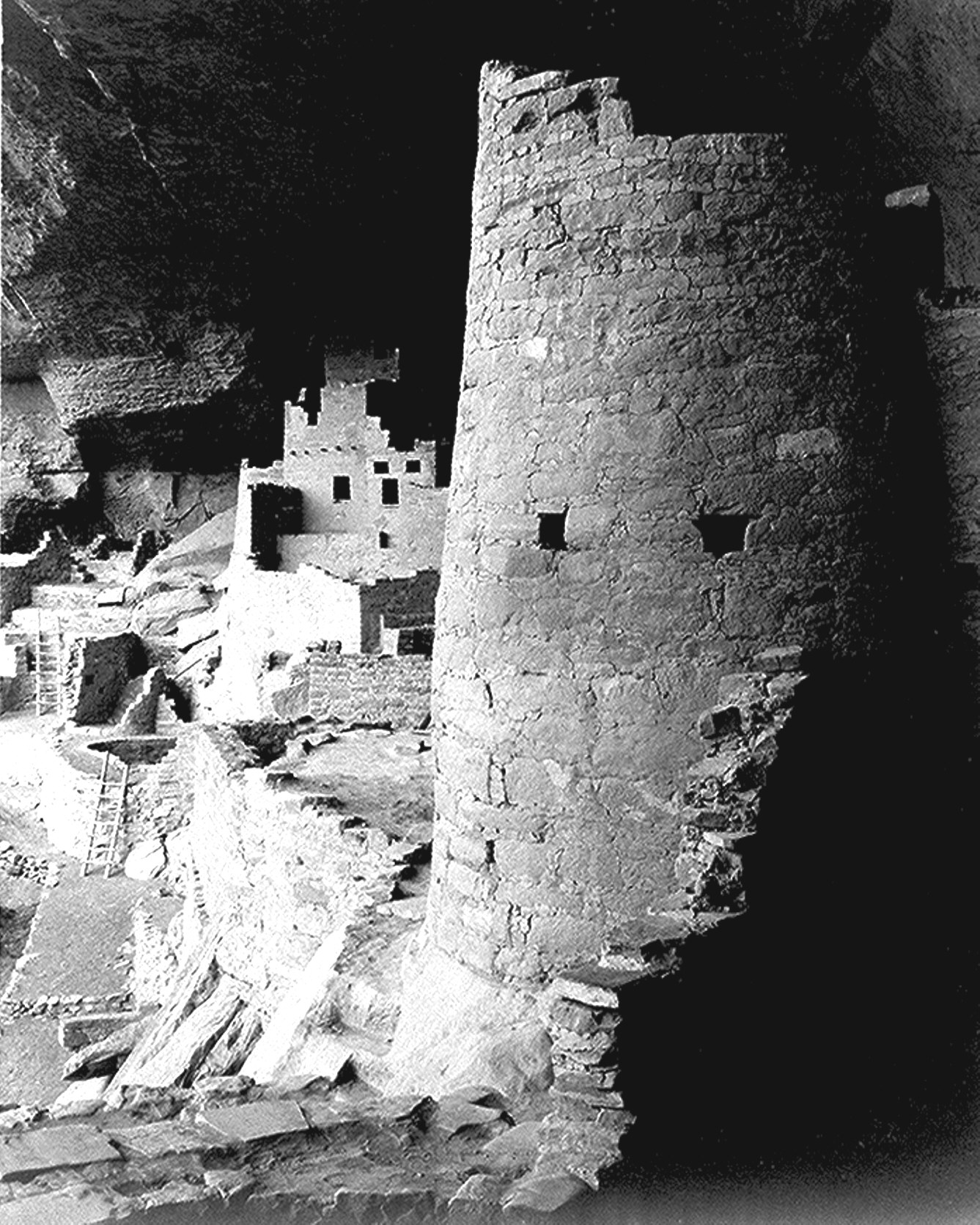
Torre redonda, Cliff Palace en 1941. Fotografía de Ansel Adams.

### Casa Torre Cuadrada
La gran torre cuadrada, conocida como Casa Torre Cuadrada, está en la parte derecha del poblado y casi alcanza el "techo" de la cueva. Aún se encontraba en ruinas en la primera década del siglo XIX; el Servicio de Parques Nacionales lo restauró cuidadosamente hasta que alcanzó su tamaño y altura actuales, lo que lo convierte en uno de los edificios más destacados del Cliff Palace. En dicho trabajo se usaron materiales de colores ligeramente diferentes para mostrar su condición de restauración.